# Wita Rudenok
Wita Rudenok (ukr. Віта Руденок, ur. 14 maja 1978) – ukraińska sztangistka, olimpijka.
Wzięła udział w Letnich Igrzyskach Olimpijskich 2000. Startowała w kategorii + 75 kilogramów. W rwaniu uzyskała 115 kilogramów, co plasowało ją na 4. pozycji, jednak nie wystąpiła w podrzucie, przez co została niesklasyfikowana.